# 李敬妃
李敬妃（？—1597年），明神宗朱翊鈞妃，初封敬妃，死后追封皇贵妃，其孙永历帝朱由榔即位后改谥孝敬太皇太后。《明史·后妃列傳》無其記載。生惠王朱常潤、桂端王朱常瀛。

## 生平
李氏于万历二十二年因生朱常潤册为敬妃。1597年李氏分娩皇七子朱常瀛，十一天后死于产疾，追封皇貴妃，諡號恭順荣莊端靜皇貴妃。
明神宗因“念皇贵妃李氏，伺候我好，又生有皇子”，欲將李氏的棺材，安排在定陵地宫的右側；當時礼法上皇帝的地宮左側较尊处应留给元配皇后，右側较卑处則应该迁入继室皇后或皇太子的母亲。明神宗厌恶皇太子朱常洛的生母王恭妃，想借此机会改以李貴妃陪葬此处。大臣们反对，说李氏並非皇后，雖生育兩位皇子，但皆非太子，沒有資格陪葬定陵地宮，神宗遂做罢。后择得万贵妃坟之右，悼陵坟之左葬。

## 身後
1644年甲申之變，崇禎帝于北京景山自縊而亡，明朝滅亡，殘存的皇族先後在各地宣布即位，其中李氏的孫子——桂王朱由榔，1646年於肇庆府宣布登基，年號永曆，隨後追尊父親桂端王朱常瀛為禮宗、祖母李氏為孝敬恭順榮莊瑞靖敬天光聖太皇太后。